# Before the Devil Knows You're Dead
Before the Devil Knows You’re Dead (prt: Antes que o Diabo Saiba Que Morreste; bra: Antes que o Diabo Saiba Que Você Está Morto) é um filme britano-estadunidense de 2007, dos gêneros drama e suspense, dirigido por Sidney Lumet, com roteiro de Kelly Masterson.

## Sinopse
Diante da decadência de sua carreira, Andy convence seu irmão Hank, tão desajustado como ele, a assaltar a joalheria dos pais. O plano é teoricamente fácil de ser posto em prática, já que eles conhecem todo o funcionamento da loja. No dia do assalto, os dois esperavam encontrar a loja vazia, mas uma visita-surpresa põe tudo a perder. O pai de Andy e Hank jura vingar-se a qualquer custo dos culpados, sem ter a mínima ideia de que está à caça de seus próprios filhos.

## Elenco
- Philip Seymour Hoffman.... Andrew 'Andy' Hanson
- Ethan Hawke.... Henry 'Hank' Hanson
- Albert Finney.... Charles Hanson
- Marisa Tomei.... Gina Hanson
- Rosemary Harris.... Nanette Hanson
- Aleksa Palladino.... Chris Lasorda
- Michael Shannon.... Dex
- Amy Ryan.... Martha Hanson
- Brian F. O'Byrne.... Bobby Lasorda